# Petrovići (Olovo)
Pour les articles homonymes, voir Petrovići.
Petrovići (en cyrillique : Петровићи) est un village de Bosnie-Herzégovine. Il est situé dans la municipalité d'Olovo, dans le canton de Zenica-Doboj et dans la fédération de Bosnie-et-Herzégovine. Selon les premiers résultats du recensement bosnien de 2013, il compte 134 habitants.

## Démographie

### Évolution historique de la population
| 1948 | 1953 | 1961 | 1971 | 1981 | 1991 | 2013 |
| ---- | ---- | ---- | ---- | ---- | ---- | ---- |
| -    | -    | 371  | 323  | 295  | 266  | 134  |

|  |

### Communauté locale
En 1991, la communauté locale de Petrovići comptait 438 habitants, répartis de la manière suivante :